# Пиррозия языковидная

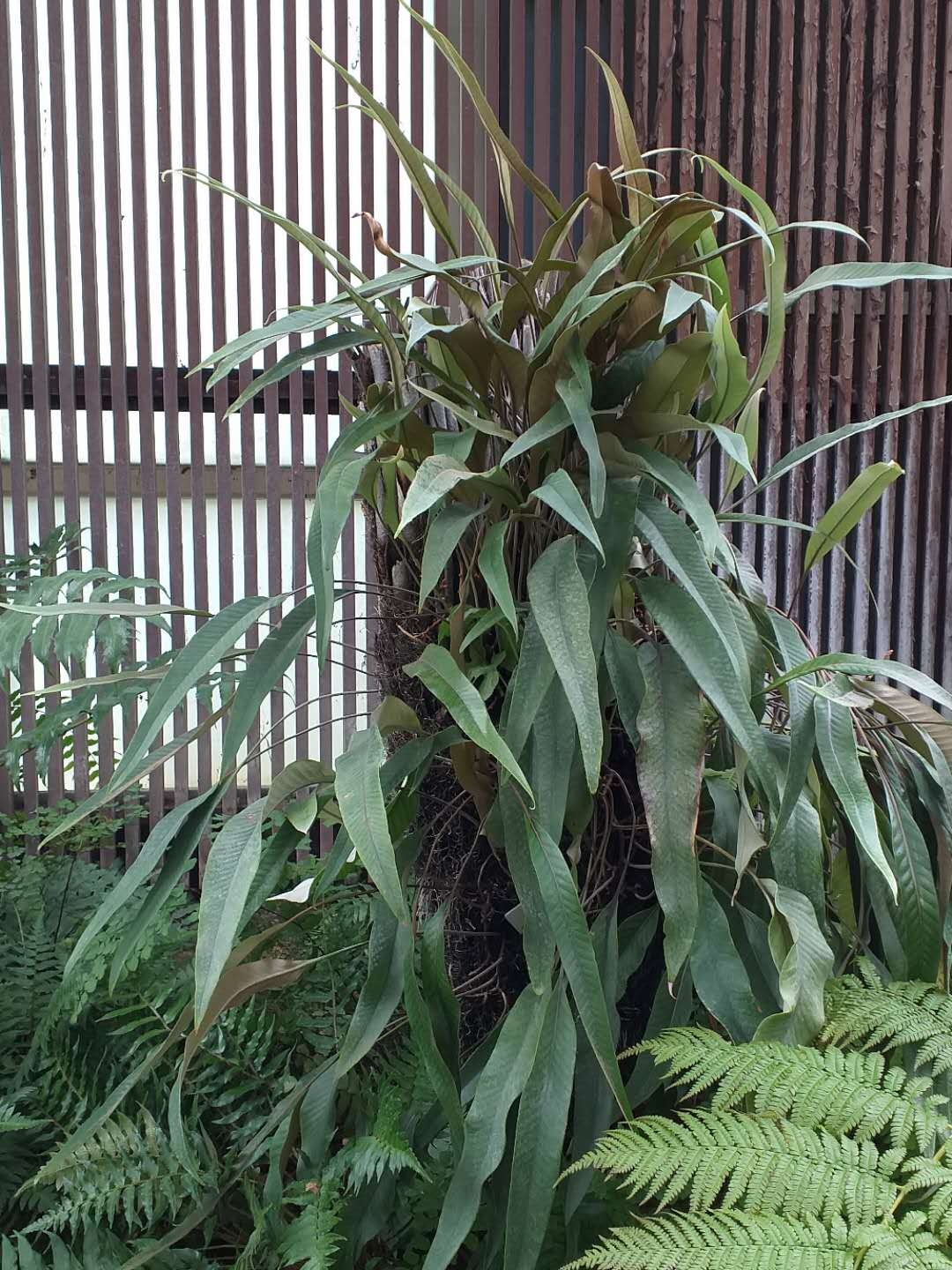
Пиррозия язычная

Пирро́зия языковидная, или кругонос язычный, или многоножка языковидная (лат. Pyrrosia lingua) — вид эпифитных папоротников из рода Пиррозия (Pyrrosia) семейства Многоножковые (Polypodiaceae).

## Ботаническое описание

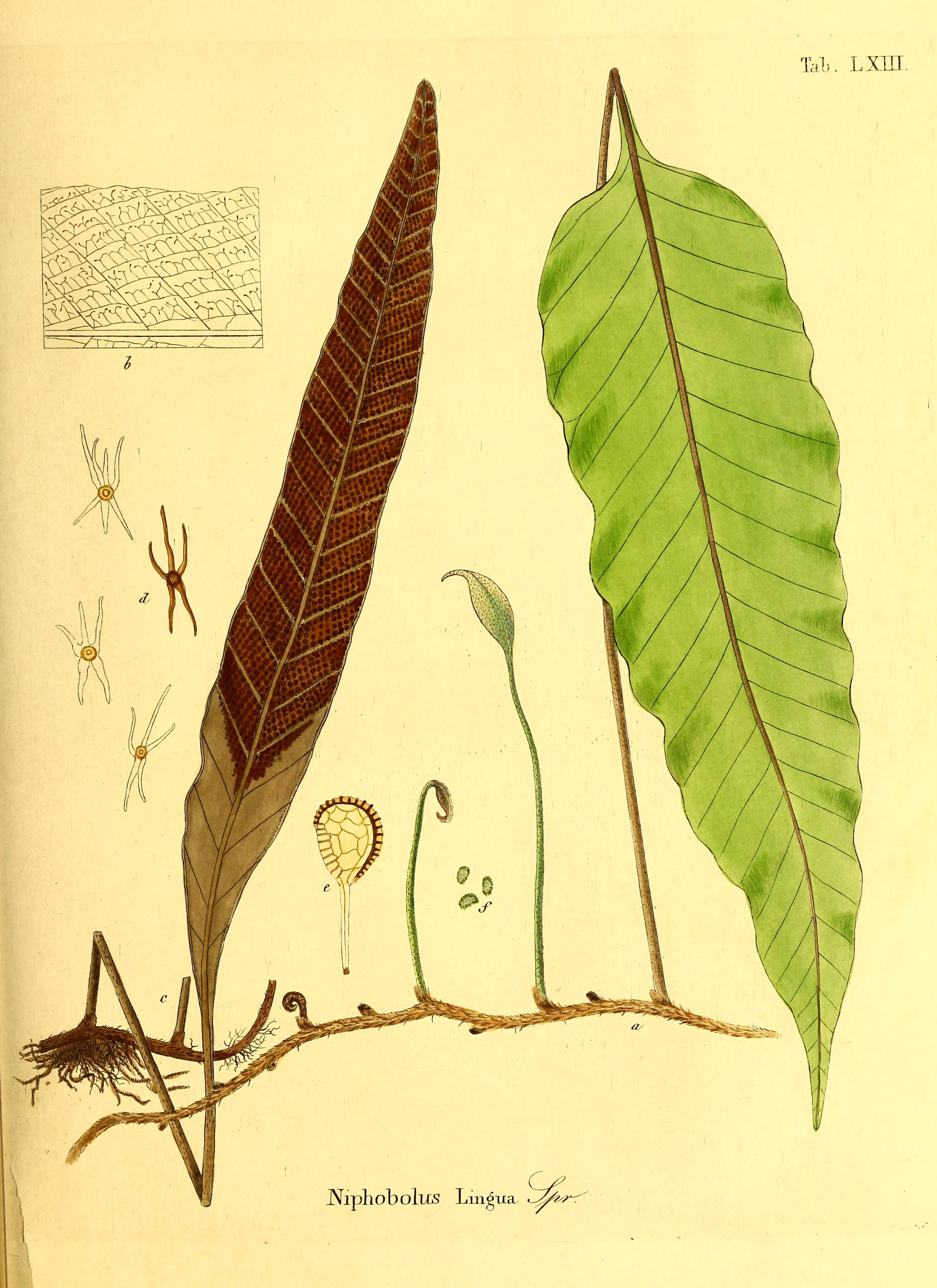
Ботаническая иллюстрация из книги Густава Кунце Die Farrnkräuter in kolorirten Abbildungen naturgetreu Erläutert und Beschrieben, 1840

Многолетнее растение. Корневище длинное, тонкое, ползучее, длиной 5—8 м, покрыто бахромчатыми линейно-ланцетными плёнками чёрного-бурого цвета.
Черешок длиной 15 см. Листья цельные, зелёные, ланцетной формы. Молодые листья покрыты звёздчатыми коричневыми волосками. Длина листа до 20 см, ширина 5 см. Жилкование сетчатое.
Сорусы округлые, расположены в петлях по четыре-шесть штук. Спороношение длится с июня по сентябрь.

### Химический состав
В растении найдены сахароза, тритерпеноиды, стероиды, хлорогеновая кислота и её производные, флавоноиды (в том числе кемпферол, кверцетин, изокверцитрин), ксантоны.

## Распространение и среда обитания
Пиррозия язычная распространена в Китае, Японии, Индии, Лаосе, Вьетнаме, Таиланде, Мьянме и на острове Тайвань.
В России встречается на Дальнем Востоке (Приморский край, Амурская область).
Произрастает в смешанных горных лесах, на скалах, в трещинах, иногда на деревьях. Не переносит соседства с цветковыми растениями или другими видами папоротников.

### Охранный статус
Редкий вид, занесённый в Красную книгу России. Главной угрозой является потеря мест обитания вследствие хозяйственного освоения земель.

## Хозяйственное значение и применение
Корневища и листья используют при заболеваниях лимфатической системы, скрофулёзе, карбункулёзе, как анальгезирующее при ревматизме. Листья применяют как отхаркивающее и диуретическое.

## Ботаническая классификация

### Синонимы
По данным The Plant List на 2013 год, в синонимику вида входят:
- Acrostichum lingua Thunb.
- Cyclophorus lingua (Thunb.) Desv.
- Niphobolus lingua (Thunb.) Spreng.
- Polycampium lingua (Thunb.) C.Presl
- Polypodium lingua (Thunb.) Sw.